# Ibrahim Altynsarin

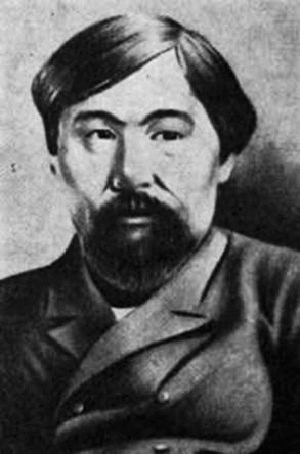
Ibrahim Altynsarin

Ibrahim (Ibray) Altynsarin (kazajo: Ыбырай Алтынсарин; ruso: Ибрай Алтынсарин) (1841-1889) fue el personaje histórico kazajo más importante de la época presoviética. Fue el docente más prominente del país durante los últimos años del siglo XIX, así como en el periodo de la colonización rusa y su influencia cultural en Kazajistán. 
Altynsarin nació en la vólost de Araqaraghai en el óblast de Turgay (ahora denominada provincia de Kostanay) del Imperio ruso, y en sus primeros años de labor profesional se encargó de la inspección de los colegios de Turgay. 
Es más conocido como el introductor del alfabeto cirílico para el idioma kazajo, y fue un defensor de la enseñanza según el estilo occidental. Sin embargo, se opuso a la enseñanza de las doctrinas cristiano ortodoxas para aquellos kazajos que no fuesen de origen eslavo, pero al mismo tiempo instaba a la resistencia contra la cultura e idioma tártaro, en favor de las influencias rusas y occidentales. Como educador, Altynsarin abrió numerosos internados ruso-kazajos, escuelas técnicas, así como escuelas femeninas. 
Altynsarin fue partícipe en la elaboración del primer libro de gramática kazaja, el primer periódico ruso-kazajo, también se dedicó a la traducción de numerosos libros y obras de referencia. Fue condecorado por el gobierno del Imperio ruso con numerosas distinciones, incluyendo el título de Statski sovétnik (Consejero de Estado).
Una serie de instituciones kazajas, incluyendo la Academia de Eduacación kazaja, así como calles, colegios y reconocimientos académicos se llaman Altynsarin. También uno de los distritos de la provincia de Kostanay lleva su nombre. Existe un museo dedicado a Altynsarin en la localidad de Kostanay. 